# Амбулатория
Амбулатория
Амбулато́рия (от лат. ambulare — ходить) — медицинское учреждение, оказывающее помощь пациентам на приёме и на дому, но не имеющее стационара.
В отличие от поликлиники, амбулатория оказывает услуги только по основным направлениям, таким как терапия, хирургия, стоматология (иногда и по педиатрии, акушерству и гинекологии).
Амбулаторное лечение — организация медицинской помощи приходящим в медицинское учреждение больным.
Амбулаторное лечение — лечение, проводимое на дому или при посещении самими больными лечебного учреждения (в отличие от стационарного лечения, осуществляемого с помещением пациента в больницу).

## История амбулаторной помощи в России
С появлением Аптекарского приказа в XVII веке возникли первые амбулатории, в которых принимали как русские, так и иностранные врачи. В XVIII веке учреждается должность врача для бедных, который принимал при главной аптеке Петербурга; в этот же период создаются амбулатории при фабриках. Основная масса данного вида учреждений располагается в городах, на сельских врачебных участках, благодаря земствам, открывались участковые амбулатории.
Первая в Российской империи городская поликлиника появилась в 1804 году в городе Дерпте, где при терапевтической клинике медицинского факультета Дерптского университета был организован амбулаторный приём и посещение больных на дому студентами и преподавателями. В 1836 году в Петербургской медико-хирургической академии была открыта нештатная амбулаторная клиника для приходящих больных, затем подобные амбулаторные клиники были организованы при различных академических кафедрах и госпиталях. 
В 1880-е годы в Петербурге по инициативе С. П. Боткина, избранного гласным городской думы, был разработан проект организации амбулаторной помощи бедному населению, по которому город был разделен на участки; к каждому участку были прикреплены врачи, названные думскими, которые оказывали бесплатную помощь больным на дому и проводили амбулаторный приём.
В сельской местности Российской империи земские врачи практиковали во всех отраслях медицины — от акушерства и гигиены до сложных полостных операций. На первом этапе ими использовалась разъездная система оказания амбулаторной помощи, при этом каждый врачебный участок занимал огромную территорию, а помощь была платной. Затем разъездная система сменилась стационарной, а медицинская помощь стала бесплатной. Присоединение к амбулатории с несколькими койками родильного отделения и заразного барака превращало ее в земскую лечебницу. 
На XII Пироговском съезде в 1913 году отмечалось, что население 35 % городов Российской империи вовсе не имело внебольничной врачебной помощи, а помощь на дому была организована лишь в 15 % городов. Частнопрактикующие врачи обслуживали в основном состоятельных городских жителей, а подавляющее большинство городского населения, не говоря уже о сельском, вообще не пользовалось услугами врачей. 
Лишь после Октябрьской революции 1917 года началось создание всеохватывающей системы здравоохранения. Уже в 1920 году в Москве за год количество амбулаторий возросло с 15 до 46. В 1922 году в Москве были созданы так называемые амбулаторные объединения: вокруг крупной амбулатории (больничной или внебольничной) сосредоточивались небольшие фабрично-заводские и коммунальные амбулатории, пункты первой помощи на предприятиях и пункты помощи на дому. Всего было создано 27 таких объединений: 13 — на базе больничных учреждений и 14 — на базе внебольничных амбулаторий. К 1930 году в Ленинграде было четыре подобных объединения; в Москве они получили название единых диспансеров. 
В 1947 году в СССР было начато объединение городских больниц с поликлиниками. Однако в 1954 году от этой идеи  отказались, поскольку у врачей из-за необходимости ежедневной работы в стационаре сокращалось время поликлинического приёма. В 1960-е годы сеть поликлиник в СССР быстро росла.
В период застоя 1970-х годов участковый терапевт из врача общей практики фактически превратился в диспетчера, направлявшего пациентов к профильным специалистам, что отрицательно сказалось на квалификации участковых терапевтов и привело к падению их престижа, в том числе в глазах пациентов. 
После распада СССР каждая из республик выбрала свой путь реформирования медицинской системы.

## Организация амбулаторной помощи в разных странах
В разных странах мира организация амбулаторной помощи отличается как по структуре, порядку оказания, так и по формам оплаты медицинских услуг и труда медицинского персонала. Например, в США амбулаторная помощь не обеспечивает всеобщего охвата, нет всеобщего медицинского страхования, есть лишь помощь с частным медицинским страхованием. При этом органы общественного здравоохранения взяли на себя роль поставщика медицинских услуг для некоторых групп социально незащищенных слоев населения. В Великобритании амбулаторная помощь в значительной степени финансируется государством и каждый житель может зарегистрироваться у врача общей практики, который затем становится его первым контактным лицом по большинству проблем со здоровьем. В Японии пациенты могут обращаться за помощью в любое лечебное учреждение — от клиник первичной медико-санитарной помощи до университетских больниц. Хотя некоторые японцы могут выбрать семейного врача в качестве первого контакта, многие предпочитают обращаться сразу к врачам-специалистам. 
В Германии амбулаторную помощь оказывают прежде всего кабинеты частных врачей (Praxis), также иногда осуществляется амбулаторный прием при больницах. Кабинеты врачей могут находиться где угодно, от жилых домов до бензозаправок. При этом их количество ограничено квотой на тот или иной населенный пункт. Больше половины всех частных кабинетов принадлежит семейным врачам. Обычно семейный врач является первым врачом, к которому приходит больной, и, если такой врач не может самостоятельно помочь пациенту, то он даёт направление к специалисту. Врачи-специалисты может работать как в одиночку, так и в группе с другими врачами (таких 25 %), образуя таким образом целые медицинские центры. В выходные дни и вечернее время действуют дежурные врачебные кабинеты по всем направлениям. Пациенту необходимо позвонить на единый справочный номер, где ему скажут адрес ближайшего дежурного врача. Медицинская помощь в Германии доступна для всех слоёв населения, вне зависимости от их материального положения, за счет системы медицинского страхования. Бремя страховых взносов делится пополам между работником и работодателем, а тем, кто не работает, страховой полис полностью покрывает государство.
Около 80 % всех проблем, связанных со здоровьем, в развитых странах мира на сегодняшний день решаются на этапе первичного, амбулаторного, звена, без перехода пациентов на более дорогостоящий вторичный этап — стационарной и третичной — реабилитационной помощи.